# Paso del Águila, Baja California
Paso del Águila är en ort i Mexiko.   Den ligger i kommunen Tecate och delstaten Baja California, i den nordvästra delen av landet, 2 300 km nordväst om huvudstaden Mexico City. Paso del Águila ligger 482 meter över havet och antalet invånare är 292.
Terrängen runt Paso del Águila är kuperad, och sluttar västerut. Runt Paso del Águila är det ganska glesbefolkat, med 22 invånare per kvadratkilometer. Närmaste större samhälle är Tecate, 6,9 km nordost om Paso del Águila. Omgivningarna runt Paso del Águila är i huvudsak ett öppet busklandskap.